# Brot-Sommelier

Brot-Sommeliers des 13. Kurses beim Abschluss mit Johann Lafer

Ein Brot-Sommelier ist ein Experte für die Beurteilung von Brot. Der Ausdruck Sommelier ist an die Verwendung als Weinkenner oder Mundschenk angelehnt. Es handelt sich um eine Weiterbildung innerhalb des Bäckereihandwerks mit dem Ziel, Experten rund um das Thema Brot auszubilden, die ihr der Allgemeinheit weitgehend unbekanntes Fachwissen an ihre Kunden und weitere Kreise weitergeben können. Voraussetzung zur Qualifikation ist eine erfolgreiche Ausbildung zum Bäckermeister oder ein vergleichbarer Abschluss in der Lebensmittelbranche, z. B. ein abgeschlossenes Studium aus dem Bereich der Ernährungs- oder Getreidewissenschaften.

## Ausbildung
Seit 2015 bietet die Akademie Deutsches Bäckerhandwerk Weinheim die Fortbildung zum Geprüften Brot-Sommelier (weiblich: Geprüfte Brot-Sommelière) an. Am Ende des Kurses steht eine staatlich anerkannte Prüfung der Handwerkskammer Mannheim Rhein-Neckar, die insgesamt acht Prüfungsteile umfasst. Während der Ausbildung in Weinheim vermitteln Referenten aus Wissenschaft und Praxis, elf Monate berufsbegleitend (mit acht Modulen zu je drei Tagen Präsenzzeit inkl. HWK-Prüfungen), den Teilnehmern Kenntnisse aus unterschiedlichen Bereichen der Brotkultur – beispielsweise Wissen zum nationalen und internationalen Brotmarkt, Grundlagen der Sensorik und Brot-Sensorik, Brotsorten aus aller Welt, Foodpairing (welches Brot passt zu welchem Wein, Käse, Bier usw.), Brotaromarad und Weinheimer Brotsprache, qualitative Bewertung von Brot und viele weitere Teilbereiche. Zu den 480 Ausbildungsstunden des Brotsommeliers gehört eine Facharbeit, die wissenschaftlichen Charakter besitzt. Jeder Brot-Sommelier muss sich einem Thema in Bezug auf Brot/Backwaren/Branche widmen, dass tiefgehend bearbeitet wird.
Die Fortbildung zum Geprüften Brot-Sommelier wurde im Jahr 2015 mit dem Landesweiterbildungspreis Baden-Württemberg ausgezeichnet.

## Absolventen
Laut Akademie Deutsches Bäckerhandwerk Weinheim wurden bis November 2023 insgesamt 232 Absolventen aus sieben Ländern ausgebildet und von der Handwerkskammer geprüft, darunter mit Bernd Kütscher zuletzt auch der Schöpfer dieser Fortbildung selbst.
Zu den erfolgreichsten Absolventen gehört der zuvor öffentlich nicht bekannte und inzwischen prominente Brot-Sommelier Axel Schmitt, der im Zuge seiner Ausbildung im Jahr 2016 wissenschaftlich untersucht hatte, welche Effekte die Beschallung von Sauerteig mit Musik hat. Die bundesweiten Berichte führten zu seiner Entdeckung durch die Organisatoren des Wacken Open Air, die ihn seitdem als „Wacken-Bäcker“ einsetzen, als erster Schritt seiner Karriere, der viele weitere folgten.
Das mit Musik beschallte Sauerteigbrot wird sogar in der Bäckerei der Tsingtao-Brauerei in China gebacken. Aufgrund seiner starken öffentlichen Wahrnehmung und der damit verbundenen Inspiration für den Nachwuchs wurde Brot-Sommelier Axel Schmitt im Jahr 2022 zum „Weltbäcker des Jahres“ ernannt.

## Internationalisierung
Im November 2023 hat die Akademie Deutsches Bäckerhandwerk Weinheim mitgeteilt, dass der Kurs seit 2023 auch in englischer Sprache angeboten wird und sich u. a. Bäcker aus Brasilien, Polen, Israel, Frankreich, Neuseeland, Irland, USA, Norwegen, Aruba (Karibik), Rumänien und den Niederlanden in Ausbildung befinden. Zudem lauten Kurse mit Kooperationspartnern in Österreich und der Schweiz laufen.

## Kritik
Die Bezeichnung Sommelier ist nicht gesetzlich geschützt, jeder kann sich selbst als Sommelier bezeichnen und um spezifische Kategorien erweitern.